# Froduald Karamira
Froduald Karamira (* 14. August 1947 in Mushubati; † 24. April 1998 in Kigali) war ein ruandischer Politiker der Partei MDR.
Karamira wurde am 14. August 1947 in Mushubati geboren. Obwohl er durch seine Geburt der Ethnie der Tutsi angehörte, wurde er später aufgrund eines Brauches Hutu. Er war Besitzer von Immobilien in Kigali. Karamira war Vizepräsident der MDR. Zwei Tage nach der Ermordung des burundischen Präsidenten Melchior Ndadaye, eines Hutu, am 23. Oktober 1993 hielt er eine Rede auf einer Protestkundgebung. In dieser Rede kritisierte er Präsident Juvénal Habyarimana wegen seiner Einwilligung in das Arusha-Abkommen. Er griff moderate MDR-Politiker wie Faustin Twagiramungu an und bezeichnete die Tutsi als Feinde. Aufgrund dieser Rede gilt er als einer der bedeutendsten Theoretiker der Hutu-Power-Bewegung und sogar als Schöpfer des Wortes Hutu-Power. In der Folgezeit war Karamira einer der einflussreichsten Politiker des extremistischen Flügels der MDR.
Nach dem Tod Präsident Habyarimanas am 6. April 1994 wirkte er als Vertreter der MDR an der Installierung der Übergangsregierung mit. Auf der Sitzung des militärischen Krisenkomitees schlug er seinen Parteikollegen Jean Kambanda für das Amt des Premierministers vor. Während des Völkermords an den Tutsi von April bis Juli 1994 forderte er im Radiosender RTLM die Ermordung von Tutsi. Er soll auch persönlich Morde an Tutsi begangen haben, darunter Mitgliedern seiner eigenen Familie.
Nach der Eroberung Ruandas durch die Ruandische Patriotische Front (RPF) verließ er das Land. Im Juli 1996 wurde er in Bombay verhaftet und an Ruanda ausgeliefert. Dort wurde wegen Völkermordes, Mordes und anderer Vergehen am 13. Januar 1997 angeklagt und am 14. Februar 1997 zum Tode verurteilt. Nach der Ablehnung seiner Berufung wurde das Urteil am 24. April 1998 im Nyamirambo-Stadion öffentlich durch Erschießen vollstreckt.